# Salsa de almejas
La salsa de almejas es una salsa para mojar y condimento preparados con una variedad de ingredientes, principalmente almejas, crema agria o queso crema y condimentos. Por lo general, se sirve frío, aunque a veces se sirve caliente o a temperatura ambiente. Se utiliza como salsa para patatas fritas, galletas, pan y crudités. Las variedades comerciales de salsa de almejas son producidas en serie por algunas empresas y comercializadas en tiendas de alimentación y supermercados.

## Historia
A principios de la década de 1950 en los Estados Unidos, la primera receta televisada de salsa de almejas apareció en  Kraft Music Hall, un conocido y popular programa de variedades de radio y televisión que se desarrolló entre 1933 y 1971. Después de que se emitió el segmento de recetas, las almejas enlatadas en la ciudad de Nueva York se agotaron en 24 horas. Los ingredientes utilizados en esta receta fueron almejas picadas, queso crema, zumo de limón, salsa Worcestershire, ajo, sal y pimienta. La salsa de almejas siguió siendo popular durante los años 1960 y 1970 en los EE. UU., momento en el cual se industrializó su producción y estuvo disponible en los supermercados estadounidenses. A la vez que varias salsas a base de tomate ganaron popularidad entre los consumidores estadounidenses a partir de finales de los años ochenta y noventa, la fama de la salsa de almejas, y otras salsas similares hechas con crema agria y queso crema, disminuyó.

## Descripción
La salsa de almejas generalmente se prepara con almejas picadas, crema agria o queso crema y varios condimentos, y generalmente se sirve refrigerada. Se utiliza como salsa para papas fritas, pan, galletas y crudités. Tiene una textura en boca cremosa. Se pueden usar almejas enlatadas, cocidas y congeladas o frescas, la última de las cuales se puede cocinar al vapor o en una sartén. Las almejas enlatadas pueden drenarse, o el líquido puede retenerse y usarse como ingrediente. Después de la refrigeración, la salsa puede espesarse y el líquido de las almejas enlatadas se puede usar para diluir la salsa, así como leche o crema de leche. Cuando se refrigera durante la noche, los sabores se intensifican, lo que resulta en una salsa más sabrosa. A veces se usan almejas ahumadas, lo que le da un sabor ahumado a la salsa.
Se pueden usar ingredientes adicionales, como jugo de limón, salsa Worcestershire, cebolla, cebolleta, chalotas, cebollino, ajo y salsa de pimienta. Los ingredientes se pueden mezclar usando un procesador de alimentos. A veces se sirve como una salsa caliente, que se puede mantener a esa temperatura usando un calentador de platos; también se suele utilizar queso derretido como ingrediente en versiones calientes. A veces también se sirve a temperatura ambiente. La salsa de almejas se puede servir en una barra de pan ahuecada. Se puede adornar con ingredientes como perejil, cebollino y pimentón. Los crudités para acompañar el plato pueden incluir pimientos rojos, zanahorias, rábanos y coliflor, entre otros. La salsa de almejas preparada se puede conservar almacenándola en un congelador.

## Variedades comerciales
Algunas compañías producen variedades comerciales de salsa de almejas preparadas y las venden a los consumidores en comercios de alimentación y supermercados. Las variedades comerciales generalmente se envasan en recipientes de plástico. También se fabrican mezclas preparadas de salsa de almejas; uno de estos productos viene empaquetado con crema agria seca que se reconstituye con agua.

## Información nutricional
Una porción de una cucharada de salsa de almejas usando la receta que se emitió a principios de la década de 1950 en el espectáculo Kraft Music Hall contiene 71 calorías, 1 g de carbohidratos, 5 g de proteínas, 5 g de grasa total (con 3 g de grasa saturada), 25 mg de colesterol y 136 mg de sodio.